# アンテペンディウム

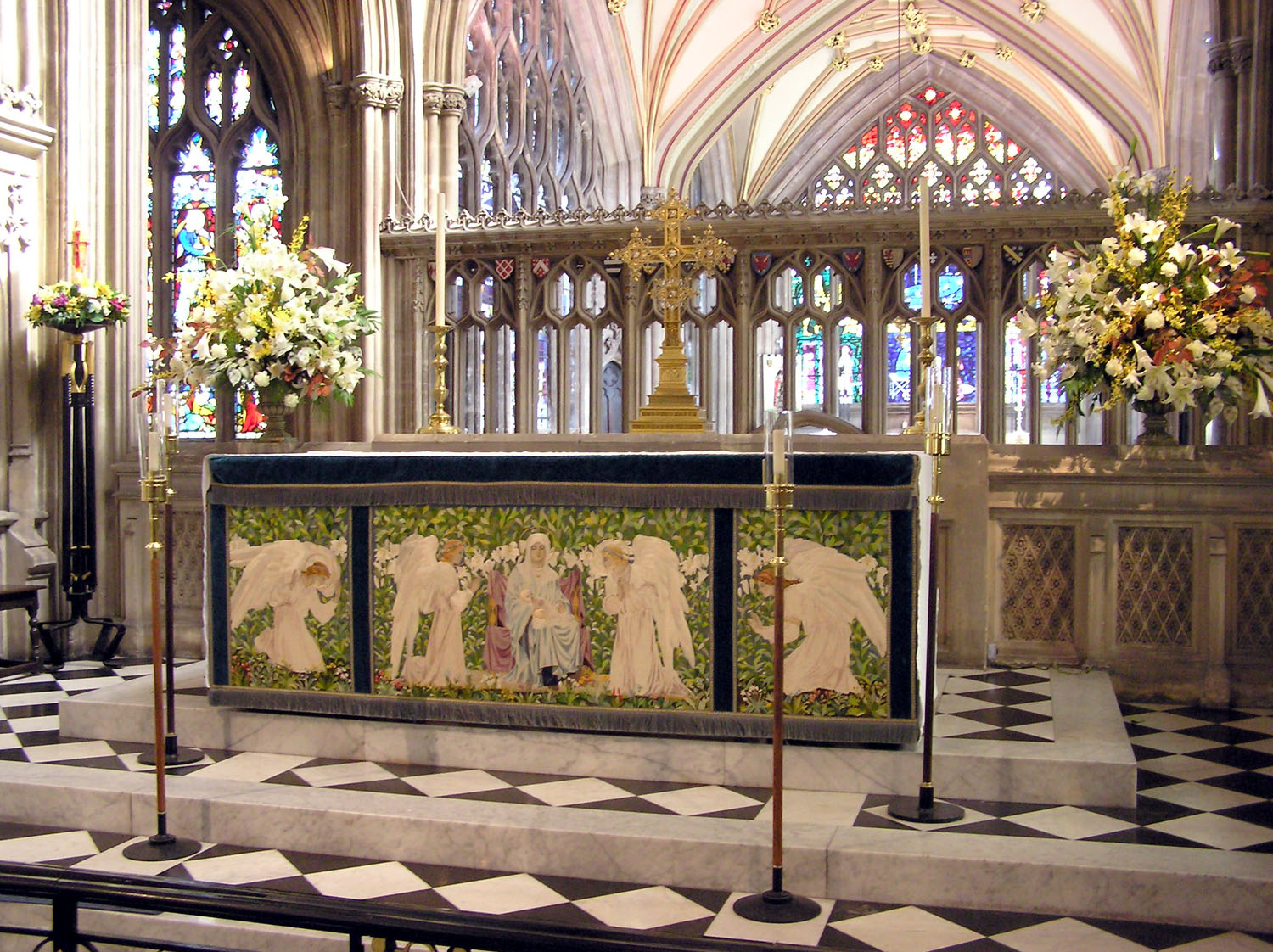
イギリス、ブリストル、ラドクリフのセント・メアリー英国国教会の祭壇

アンテペンディウム（ラテン語：antependium、複：antependia）は、広義でいえば「覆うもの」だが、ここでは、キリスト教の祭壇、聖書台 lectern、講壇、机などの前を飾るものに限定して記述する。ちなみに、聖餐の儀式に使用される祭壇リンネル altar linens、机（メンサ）の上にかけられた祭壇布 altar cloth  とは区別する。また、祭壇の後ろを飾るものはアルターピース（祭壇画）と呼ばれる。

## 種類
もし祭壇前面に精巧な彫刻か絵が施されている場合、机の上からほんの10 cm ほどの長さの細長い掛け布 frontlet が、そうでなければ、床まで届く掛け布 frontal が掛けられることがあり、祭壇の上部を隠すだけの横幅はある。祭壇全体をすっぽり覆うものは Jacobian frontal （ヤコブの掛け布）と呼ばれ、四隅とも床まで届いている。

## 構造
アンテペンディウムは通常、聖職者が着る法衣と同じ色、織物である。織物は、綿・毛糸といった単純な素材のものから、ダマスクス織りや美しい透かし模様のシルク・ビロード・サテンで作られた精巧なものまで、さまざまである。一般に装飾は飾り帯 Orphrey で、刺繍（金糸・銀糸、あるいは真珠や半＝貴宝石が使われることもある）、アップリケ、フリンジ、タッセルが生地と補色しあっている。法衣にもアンテペンディウムにも最も多く使われる象徴は十字である。通常、アンテペンディウムは調和色で輪郭が施されている（しばしばサテンが使われる）。
使われる色は、宗派の典礼の伝統に従う傾向が強い。ほとんどの西方教会では、白・金・赤・緑・紫・黒が、それぞれの機会に応じて使われる。四旬節、アドベント期間中の日曜日には薔薇色が、聖母マリアの祝日（Marian Feast daysy を参照）には青（礼拝色 Liturgical colours を参照）が使われるかも知れない。一方、東方教会では、祭服の色に沿う。中にはそうしたことにこだわらない場合もあるが、たとえば、ロシア正教会を主として正教会では祭日・祭期毎に決まった色のパターンを発展させてきた。全ての色が西方教会と同じものを使っている訳ではないが、西方教会で使われるものと、いくらか似たところがある。

## その他の語意
アンテペンディウムという言葉は、精巧な彫刻が施されているか、金メッキ細工が施されている場合に限り、祭壇の正面部そのものを指す場合もある。有名なヴェネツィア、サン・マルコ寺院のパラ・ドーロは現在は背障だが、元々はアンテペンディウムだった。